# Serranus tortugarum
Serranus tortugarum är en havsabborrfisk som lever i Karibien. Den blir cirka 6 till 8 cm lång och lever av plankton. Den används i akvarier och är tålig varför den brukar anses lämplig som nybörjarfisk.
Utbredningsområdet sträcker sig från Bahamas, södra Florida och kusten vid staden Tuxpan i Mexiko till Venezuela samt till Trinidad och Tobago. Arten vistas nära kustlinjerna och den dyker vanligen till ett djup av 90 meter. Ibland når den 400 meters djup. Serranus tortugarum bildar grupper som ibland kan ha flera hundra medlemmar och den vistas nära korallrev eller klippor. Vid varje parningstid men inte under hela livet bildar en hona och en hanne ett monogamt par.
Troligtvis faller flera exemplar offer för fiskar av släktet Pterois. Serranus tortugarum är inte sällsynt. IUCN listar arten som livskraftig (LC).